# 堀田五番士
堀田 五番士（ほった ごばんし、1931年 - 1997年7月16日）は、囲碁観戦記者、囲碁ライター。本名は堀田 護（ほった まもる）。
岩手県出身。朝日新聞や産経新聞などの囲碁欄で、約20年にわたり“五番士”の筆名で名人戦の観戦記を執筆。坂田栄男・名誉本因坊の著書「坂田一代」の編集も手がけた。

## 著作
- 『基本布石事典 上 星の部』堀田護 (著), 林海峰 日本棋院 1978/2/1
- 『基本布石事典 下 小目の部』堀田護 (著), 林海峰 日本棋院 1978/5/1
- 『現代囲碁大系28 山部俊郎』堀田護、講談社、1982年
- 堀田護（編）『現代定石事典』平凡社、1985
- 大竹英雄（解説）・堀田護（編）『序盤からの戦い』 山海堂、1994 (囲碁有段シリーズ)
- 堀田護（著）『渋川春海物語』、刊行・堀田トヨ　2004